# Elżbieta Kawenoki-Minc

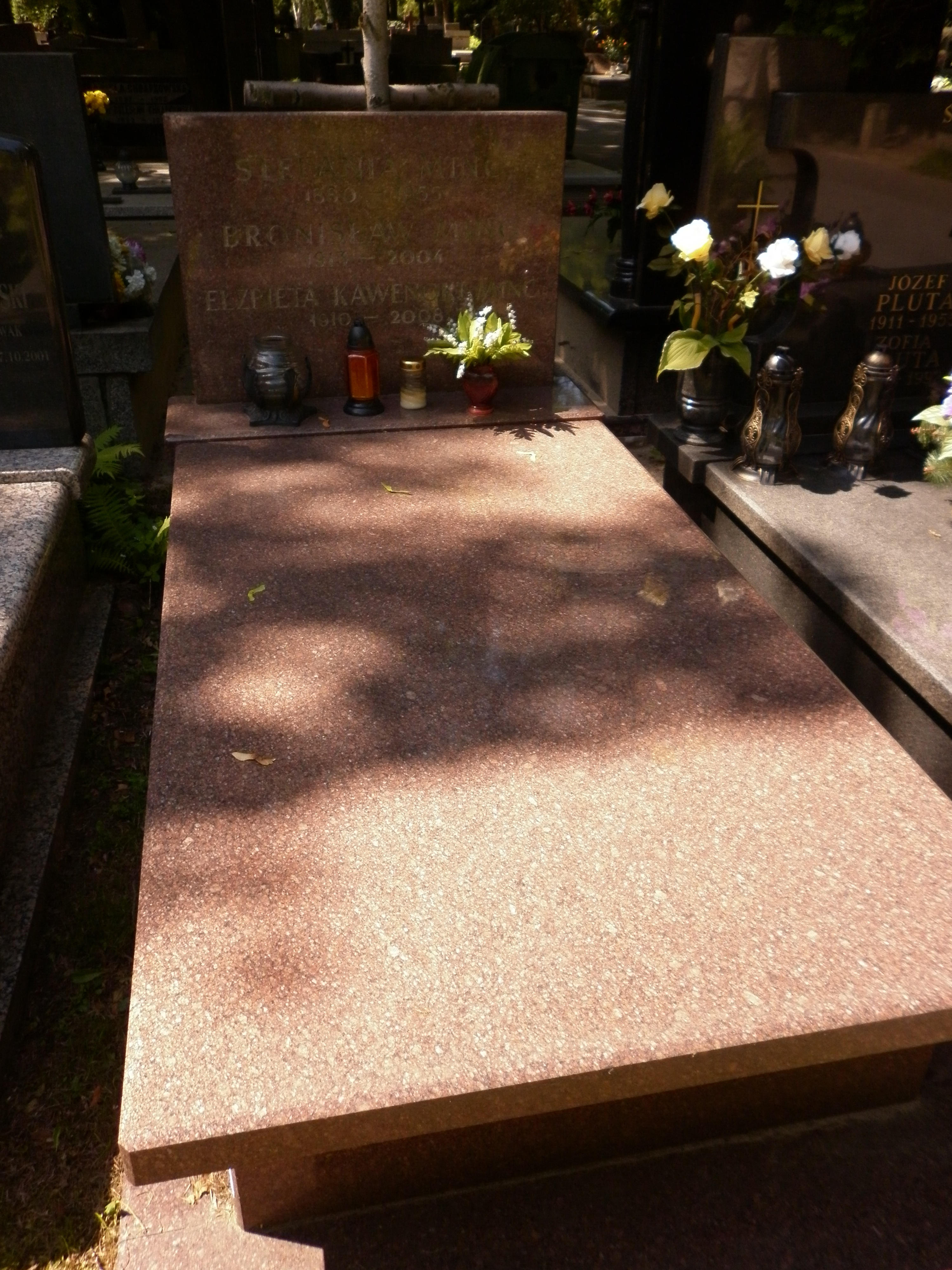
Grób Elżbiety Kawenoki-Minc na Cmentarzu Wojskowym na Powązkach

Elżbieta Kawenoki-Minc ps. Elżbieta Rybicka (ur. 10 maja 1910 w Łodzi, zm. 17 stycznia 2008) – polski lekarz, reumatolog, docent doktor habilitowany medycyny, prezes Zarządu Głównego Polskiego Towarzystwa Reumatologicznego w latach 1972–1980 (1984 członek honorowy). Autorka licznych publikacji naukowych.

## Życiorys
Absolwentka Fakultetu Medycznego Uniwersytetu w Nancy z 1935 r. W czasie II wojny światowej była żołnierzem AK Zgrupowania „Żywiciel”, uczestnikiem powstania warszawskiego, lekarzem punktu sanitarnego nr 103 przy pl. Inwalidów 4-6-8 i szpitala w Forcie Sokolnickiego. Wieloletni pracownik Instytutu Reumatologii w Warszawie, kierownik Oddziału Chorych na Dnę, Sekcji Szkolenia oraz wieloletni członek Rady Naukowej Instytutu.
Była członkiem między innymi Europejskiej Ligi do Walki z Reumatyzmem i Międzynarodowej Ligi do Walki z Reumatyzmem oraz członkiem honorowym towarzystw reumatologicznych w Polsce, Niemczech, Francji i Czechosłowacji.
Pochowana 28 stycznia 2008 r., na Wojskowych Powązkach w Warszawie (kwatera C17-5-3).

## Odznaczenia
- Krzyż Kawalerski Orderu Odrodzenia Polski
- Złoty Krzyż Zasługi
- Medal Gloria Medicinae (1990)[2]